# Avondale Williams
Avondale Williams (Islas Vírgenes Británicas, 10 de octubre de 1977) es un entrenador y exjugador de fútbol virgenense británico.
En su etapa de futbolista, ocupada la demarcación de delantero. Debutó en la BVIFA Football League con el Veterans en 1997 y fue internacional en 10 partidos con la selección virgenense británica.
Tras retirarse, Williams se convirtió en el nuevo seleccionador nacional.

## Vida personal
Williams tiene 4 hijos: Taron Smith, Kaylene Williams, Jaheim Williams y Williams Aja.

## Trayectoria de jugador
| Club           | País                      | Año         |
| -------------- | ------------------------- | ----------- |
| Veterans       | Islas Vírgenes Británicas | 2004        |
| BVI Rangers FC | Islas Vírgenes Británicas | 2004 - 2007 |
| Islanders FC   | Islas Vírgenes Británicas | 2008        |

## Trayectoria de entrenador
| Club               | País                      | Año         |
| ------------------ | ------------------------- | ----------- |
| Selección nacional | Islas Vírgenes Británicas | 2010 - 2014 |